# Lechstaustufe 3 – Urspring
Die Lechstaustufe 3 – Urspring Lechsee ist eine Staustufe des Lechs zwischen Schongau und Füssen.

## Geografie
Die Staustufe befindet sich an Flusskilometer 143,0 auf dem Gemeindegebiet von Steingaden im Landkreis Weilheim-Schongau.

## Technische Daten
Betreiber des Laufwasserkraftwerkes ist die Uniper Kraftwerke, die erzeugte Leistung beträgt 10,2 MW bei einer Fallhöhe von 8,0 Metern.
Der Ausbaudurchfluss des Kraftwerkes beträgt 142,5 m³/s, das Regelarbeitsvermögen 43.726 MWh pro Jahr.
Siehe auch: Liste von Wasserkraftwerken in Deutschland

## Naturraum
Der Lechstausee Urspring wird freizeitlich zum Baden, Surfen und Segeln genutzt.